# Maccabi Ironi Kirjat Atta
Maccabi Ironi Kirjat Atta Football Club (hebr.: מכבי עירוני קריית אתא) – izraelski klub piłkarski z siedzibą w Kirjat Atta.

## Historia
Klub został założony w mieście Akka i nazywał się Maccabi Akka. Do lat 90. XX wieku klub występował w niższych ligach. W sezonie 1989/90 klub zajął pierwsze miejsce w Północnej Dywizji Liga Alef (3 liga) i awansował do drugiej ligi, zwanej Liga Arcit. Po sezonie 1993/94 spadł z powrotem do Liga Alef. W sezonie 1999/00 zajął 3 miejsce i zdobył awans do Liga Arcit.
W 2000 właściciel klubu Barukh Ofir zadecydował przenieść klub do miasta Kirjat Atta, w którym akurat został rozwiązany Hapoel Kirjat Atta. Klub otrzymał nową nazwę Maccabi Ironi Kirjat Atta i w pierwszym sezonie spadł z powrotem do Liga Arcit (tym razem 3 liga). W sezonie 2004/05 zajął przedostatnie 11 miejsce, ale utrzymał się przed spadkiem tak jak Maccabi Ramat Amidar połączył się z Hakoah Ramat Gan w klub Hakoah Amidar Ramat Gan. W kolejnych sezonach zajmował miejsca 3 od góry i 3 od tyłu. Dopiero w sezonie 2007/2008 klub zajął drugie miejsce i awansował do Liga Leumit. Ale w sezonie 2008/09 zajął spadkowe ostatnie 12 miejsce i spadł z powrotem do Grupy Północnej Liga Alef (3 liga).

## Sukcesy
- Liga Alef: 1989/1990
- Toto Cup (Artzit): 2007/2008